# Лінивка-коротун
Лінивка-коротун (Nonnula) — рід дятлоподібних птахів родини лінивкових (Bucconidae).

## Класифікація
Рід містить 6 видів:
- Nonnula amaurocephala — лінивка-коротун руда
- Nonnula brunnea — лінивка-коротун бура
- Nonnula frontalis — лінивка-коротун сіродзьоба
- Nonnula rubecula — лінивка-коротун сіроголова
- Nonnula ruficapilla — лінивка-коротун сірощока
- Nonnula sclateri — лінивка-коротун сірошия